# Оданктан
Оданктан (фр. Audincthun) насеље је и општина у североисточној Француској у региону Север-Па д Кале, у департману Па де Кале која припада префектури Сент Омер.
По подацима из 2011. године у општини је живело 649 становника, а густина насељености је износила 42,53 становника/km². Општина се простире на површини од 15,26 km². Налази се на средњој надморској висини од 64 метара (максималној 183 m, а минималној 64 m).

## Демографија
| 1962. | 1968. | 1975. | 1982. | 1990. | 1999. | 2011. |
| ----- | ----- | ----- | ----- | ----- | ----- | ----- |
| 543   | 555   | 543   | 563   | 578   | 574   | 649   |

График промене броја становника у току последњих година